# Shinji Wada
Shinji Wada (和田 慎二, Wada Shinji, Kure, 19 april 1950 – 5 juli 2011) was een Japans mangaka. Hij was het beste bekend voor de reeks Sukeban Deka.
Uitgeverij Hakusensha gaf Sukeban Deka uit 1979. Hierdoor werd Wada's werk zeer populair. Hij kreeg de opdracht om een OVA en een anime van drie seizoenen te maken na deze uitgave. Ook volgden er twee live-action films. Vanaf 2007 werkte hij aan de manga Crown.
Wada stierf op 5 juli 2011 aan ischemische hartklachten.

## Oeuvre

### Manga
- Ai to Shi no Sunadokei (1971-1973, Bessatsu Margaret, Shueisha)
- Waga Tomo Frankenstein (1972-1975, Bessatsu Margaret, Shueisha)
- Gin'iro no Kami no Arisa (1973, Bessatsu Margaret, Shueisha)
- Daitobo (1974, Bessatsu Margaret, Shueisha)
- Hidari no Me no Akuryo (1975, Hana to Yume, Hakusensha)
- Midori Iro no Sunadokei (1975, Monthly Comics Mimi, Kodansha)
- Vanilla Essence no Gogo (1975, Hana to Yume, Hakusensha)
- Choshojo Asuka (1975-2000, Margaret (Shueisha), Hana to Yume (Hakusensha), en Comic Flapper (Media Factory))
- Arabian Kyosokyoku (1976, Princess, Akita Shoten)
- Kuma-san no Shiki (1976, Bessatsu Margaret, Shueisha)
- Sukeban Deka (1976-1982, Hana to Yume, Hakusensha)
- Asagi Iro no Densetsu (1976-1990, LaLa en Hana to Yume, Hakusensha)
- Ramu-chan no Senso (1978, Princess, Akita Shoten)
- Pygmalio  (1978-1990, Hana to Yume, Hakusensha)
- Kyofu no Fukkatsu (1980, Princess, Akita Shoten)
- Ninja Hisho (1980-2002, Hana to Yume (Hakusensha), Monthly ComiComi (Hakusensha), Duo, Comic Flapper (Media Factory))
- Cabbage Batake o Tori Nukete (1982, Petit Apple Pie, Tokuma Shoten)
- Kaito Amaryllis (1991-1995, Hana to Yume, Hakusensha)
- Shojozame (1996-1999, Hana to Yume, Hakusensha)
- Lady Midnight (2001-2002, Mystery Bonita, Akita Shoten)
- Kugutsushi Rin (2006-2011, The Puppet Master Rin, Akita Shoten)

### Samenwerkingen
- Kami ni Se o Muketa Otoko (1992-1994, illustraties door Shoko Hamada, Serie Mystery, Hakusensha)
- White Dragon (1997-1998, illustraties door Yū Kinutani, Comic Nora, Gakken)
- Blaze (1999-2000, illustraties door Sakaki Hashimoto, Mystery Bonita, Akita Shoten)
- Crown  (2005-2011, illustraties door You Higuri, Princess, Akita Shoten)
- Norowareta Koto

### Anime
- Crusher Joe
- Pygmalio

### TV
- Sukeban Deka
- Sukeban Deka
- Sukeban Deka
- Sukeban Deka: Kazama Sanshimai no Gyakushuu
- Sukeban Deka: Codename = Asamiya Saki